# 阿斯克站 (英国)
51°42′23″N 2°54′20″W / 51.7063°N 2.9055°W
阿斯克站（英語：Usk railway station），是威尔士蒙茅斯郡阿斯克镇的一个废弃火车站。该站现在几乎无法辨认，站台的残骸被埋在灌木丛中，但轨道床、邻近的阿斯克隧道和道路及河桥仍旧存在，可以步行前往。

## 科爾福德、蒙茅斯、阿斯克和龐蒂浦铁路
这条铁路是1856年由科爾福德、蒙茅斯、阿斯克和龐蒂浦铁路公司建造的，主要目的是将铁矿石从迪恩森林运往南提格勞附近的熔炉。根据1853年8月20日的一项议会法案，该铁路被授权从庞蒂浦附近的纽波特、阿贝格文尼和赫里福德铁路的交界处开始运营，到格洛斯特郡的科尔福德，并在蒙茅斯的煤气厂设立了一条支线。该线在庞蒂浦路火车站東北方約2英里（3.2公里）的小磨坊交會站（Little Mill Junction）分流，至蒙茅斯特洛伊站為止。
1856年6月2日，从小磨坊交會站到阿斯克的4英里（6.4公里）的线路由纽波特、阿贝格文尼和赫里福德铁路公司运营。1857年10月12日，接續到蒙茅斯特洛伊的12英里（19公里）的线路开通，当时该公司使用从纽波特、阿贝格文尼和赫里福德铁路公司租用的机车进行运作。
在这条线上的几个车站中，只有阿斯克和蒙茅斯特洛伊有两个站台。阿斯克站的站址被挤在阿斯克河和隧道之间，所以货场就在四分之一英里（0.40公里）外的河西侧。
从1940年到1946年，該路線最西側的小磨坊交會站至格拉斯科德路段擁有龐大的客运量，主要是从东部山谷地区运送轮班工人到皇家兵工厂军火生产基地的三月台車站。除此之外，客运量一直很低。尽管在1930年代，随着蒙茅斯晚间列车的增加和榆树桥（Elm Bridge）站的开通，客运量有所回升。但该线路仍然于1955年5月30日停止載客。1957年10月12日开行了一列百年特别列车。

## 阿斯克隧道
毗邻车站的256码（234米）隧道是在车站东边的山丘上开凿的。这条隧道是在砂岩中开凿出来的，在卡迪夫的威尔士国家博物馆中保存了几块基石。
隧道兩端入口都是砖石结构。东面的隧道由坚固的支座支撑着。虽然隧道的顶部是砖砌的，但墙壁和偶尔的护墙是砖和石的混合物。隧道的斷面各不相同，特别是中间有一对加固环。
据传，国王爱德华八世曾搭乘皇家列车在隧道内过夜，可能是在1936年11月18日晚上。
这条隧道现在正式成为了人行道的一部分——它很宽阔，相对笔直，而且地面已经用填充物加高以便于通行。在没有人工照明的情况下，可以在隧道内通行。

## 年表
- 1853年8月20日。科尔福德、蒙茅斯、阿斯克和庞蒂浦铁路公司根据1853年《科尔福德、蒙茅斯、阿斯克和庞蒂浦铁路法》获得授权
- 1856年6月2日：从小磨坊交會站、庞蒂浦到阿斯克的铁路开通。
- 1857年10月12日：线路从阿斯克延伸至蒙茅斯（特洛伊）。
- 1861年：由西米德兰铁路公司租赁线路。
- 1873年：开通了到科尔福德的支线。
- 1887: 大西部铁路公司吸收了科尔福德、蒙茅斯、阿斯克和庞蒂浦铁路公司。
- 1917年1月1日。科尔福德支线关闭。
- 1929年7月。科尔福德支线的剩余部分被拆除。
- 1955年5月30日：科尔福德-蒙茅斯-阿斯克和庞蒂浦尔铁路的纽波特至蒙茅斯段关闭。
- 1961年4月24日：工人列车停止服务格拉斯科德皇家兵工厂。